# Joel Camargo
Joel Camargo (18. září 1946, Santos – 23. květen 2014, Santos) je bývalý brazilský fotbalista. Nastupoval především na postu obránce.
S brazilskou fotbalovou reprezentací vyhrál mistrovství světa roku 1970, byť na závěrečném turnaji nenastoupil. Brazílii reprezentoval ve 27 zápasech.
Se Santosem se stal mistrem Brazílie (1968). Třikrát s ním získal i brazilský pohár (1963, 1964, 1965). Takřka celou kariéru strávil v brazilských soutěžích, s výjimkou jedné sezóny ve francouzské lize, v dresu Paris Saint-Germain FC, kde se ovšem neprosadil. V Brazílii hrál na nejvyšší úrovni hrál krom Santosu za Portuguesu a Maceió.